# Референдум в Египте (2011)
Референдум по внесению изменений и дополнений в Конституцию Египта прошёл 19 марта 2011 года.
Проведение референдума было инициировано экс-президентом Хосни Мубараком. 4 марта 2011 года Высшим военным советом была оглашена дата проведения референдума — 19 марта. На референдум были вынесены следующие поправки к восьми статьям конституции:
- полномочия президента Египта ограничиваются двумя четырёхлетними сроками[! 1];
- президент должен иметь только египетское гражданство;
- президент не должен быть женат на гражданке иностранного государства;
- президент должен назначить вице-президента в течение 60 дней после избрания[! 2];
- снижаются требования для регистрации кандидатов в президенты — необходимо собрать подписи 30 тысяч граждан в 15 губернаторствах или 30 депутатов парламента[! 3]. Разрешается автоматическая регистрация кандидатов от партий, представленных в парламенте;
- вводится наблюдение судей за процессом выборов;
- изменяется порядок введения чрезвычайного положения.

Статью 179, касавшуюся особых полномочий президента по борьбе с террористической угрозой, было предложено отменить

## Организация референдума
Проведение референдума было поддержано как правившей ранее Национально-демократической партией, так и формально запрещённой организацией «Братья-мусульмане».
В референдуме могли принять участие около 45 миллионов человек из почти 80-миллионного населения. Правом голоса наделены те, кому на 1 марта 2011 года исполнилось 18 лет. Впервые за многие годы к мониторингу голосования были допущены иностранные наблюдатели, в том числе 14 депутатов Европарламента. Одновременно с этим контроль за референдумом на 54 тысячах избирательных участков осуществляли 16 тысяч судей и представителей различных судебных органов.

## Результаты референдума
В поддержку предложенных поправок было отдано 14 192 577 (77,27 %) голосов, против — 4 174 187 (22,73 %) голосов. Поддержка предложений, вынесенных на референдум, составила от 59,9 % в губернаторстве Каир до 91,1 % в губернаторстве Матрух. Явка составила 41 %.
Одобренный на референдуме обновлённый вариант конституции вступил в силу 23 марта 2011 года. В соответствии с обновлённой конституцией были проведены президентские и досрочные парламентские выборы. Парламентская комиссия подготовила проект новой конституции, вопрос о поддержке которой был вынесен на назначенный президентом Мурси на 15 декабря 2012 года конституционный референдум.

## Комментарии
1. ↑  Ранее президент мог избираться на неограниченное количество шестилетних сроков
2. ↑  Около 30 лет эта должность оставалась вакантной
3. ↑  Ранее для регистрации требовалось собрать подписи 250 депутатов